# Raphaël Fejtö
Raphaël Fejtö (17 de setembro de 1974) é um ator e cineasta francês.